# Saint-Etienne-de-Cuines
Saint-Étienne-de-Cuines är en kommun i departementet Savoie i regionen Auvergne-Rhône-Alpes i sydöstra Frankrike. Kommunen ligger i kantonen La Chambre som tillhör arrondissementet Saint-Jean-de-Maurienne. År 2022 hade Saint-Étienne-de-Cuines 1 193 invånare.

## Befolkningsutveckling
Antalet invånare i kommunen Saint-Étienne-de-Cuines
| Referens: INSEE |